# Sindicato de Directores de Canadá
El Sindicato de Directores de Canadá (en inglés, Directors Guild of Canada [DGC]; en francés, Guilde canadienne des réalisateurs [GCR]) es un sindicato canadiense que representa a más de 4800 profesionales de 48 ocupaciones distintas de la industria canadiense del cine y la televisión. Fundado en 1962, el "DGC" representa a directores, editores, asistentes de dirección, gerente de locaciones y asistentes de producción, entre otros.
El "DGC" cuenta con consejos distritales en las siguientes provincias: Columbia Británica, Alberta, Saskatchewan, Manitoba, Ontario, Quebec y el Atlántico. No obstante, en Quebec algunos puestos cuentan con la representación de otros sindicatos, como la IATSE 514 y la unión quebequense "AQTIS". Cada consejo distrital ha redactado su propio convenio estándar específico para representar a sus miembros.
La Oficina Nacional del Sindicato de Directores de Canadá se encuentra en la calle Peter Street, Toronto, Ontario.

## Premios
El Sindicato de Directores de Canadá realiza una ceremonia anual de premiación donde se reconocen los logros en las áreas de dirección, diseño de producción, imagen y edición de sonido en varias categorías.